# Lake Superior Mining Company
La Lake Superior Mining Company était l'une des premières sociétés importantes d'exploitation du gisement de cuivre du "Pays de Cuivre" du Michigan, au XIXe siècle.

## Histoire
Le "Pays de Cuivre" a connu une première tentative d'extraction par Louis Denys de la Ronde en 1737, sous le régime français. Au début des années 1830, le géologue Douglass Houghton explore le Michigan, devenu état en 1837, qui lui confie une revue annuelle du sous-sol de la péninsule de Keweenaw. La 4e édition, en 1841, déclenche un rush minier. Les terres sont achetées au indiens et revendues à une centaine de compagnies minières. La péninsule de Keweenaw commence à être exploité à partir des années 1840, qui voient l'apparition de la "Lake Superior Mining Company".
Cette mine a recruté de nombreux canadiens français venus chercher fortune au Pays de cuivre et qui ont ensuite pris l'habitude de parler anglais.